# 曼紐式

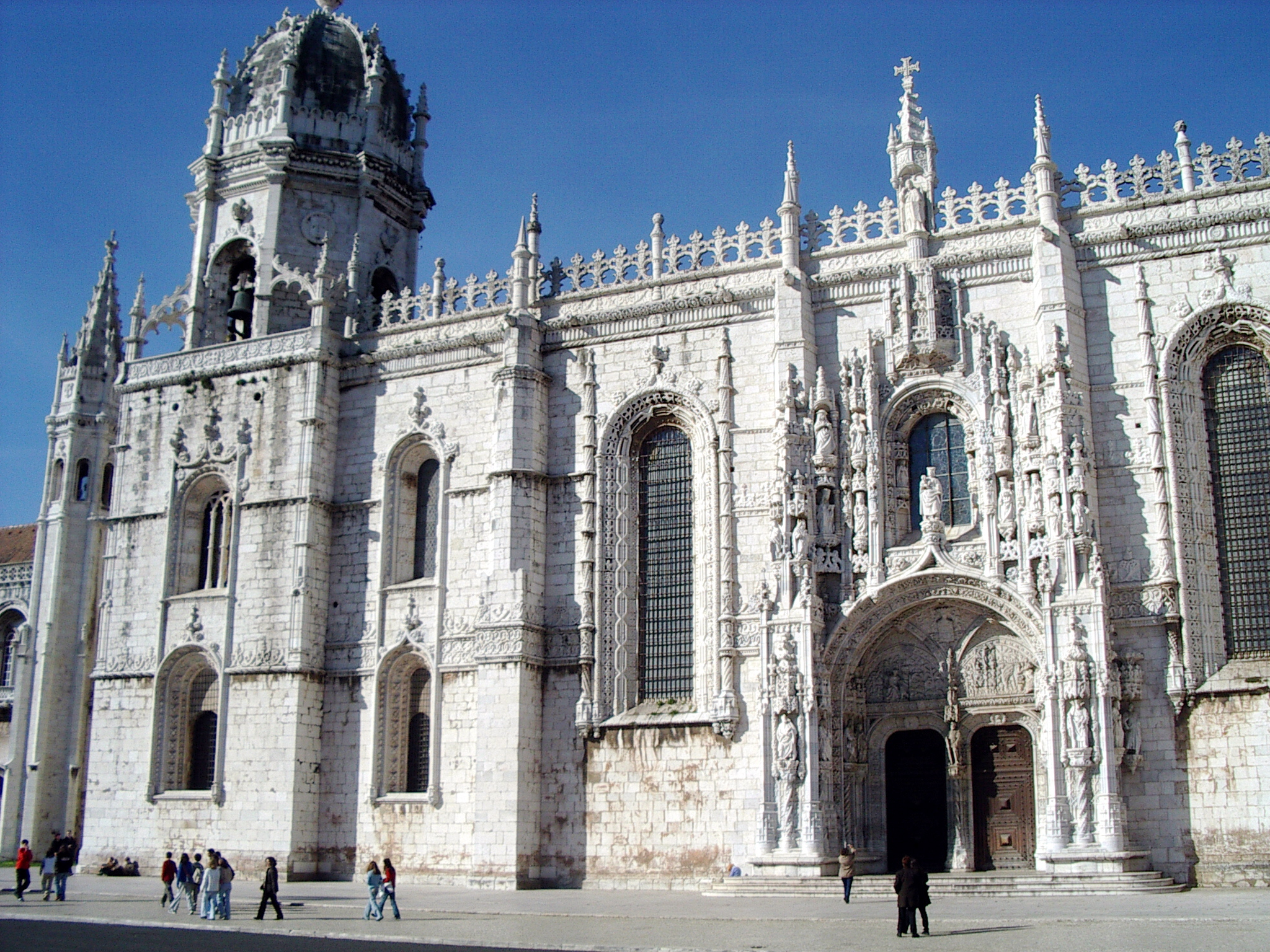
熱羅尼莫斯修道院

曼紐式（葡萄牙語：estilo manuelino，發音：[ɨʃˈtilu mɐnweˈlinu]；又译曼紐林式）也稱曼紐風格，是起源於16世紀初的葡萄牙曼努埃尔一世治世的建築風格，受哥德式建築、摩爾式建築等風格影響。有象徵天球儀和帆繩等航海工具的裝飾，是葡萄牙特有的建築形式。代表的建築物有熱羅尼莫斯修道院、托馬爾的基督會院。

### 引用
1. ↑  .   [2024-02-15]. （原始内容存档于2024-05-12）.

### 書籍
- 本村凌二，黃筱涵 譯，《東大名譽教授的歷史講堂！建築裡的世界史圖鑑》，2006年，楓書坊，ISBN 9789863778202